# Ocotea argylei
Ocotea argylei är en lagerväxtart som beskrevs av Robyns. Ocotea argylei ingår i släktet Ocotea och familjen lagerväxter. Inga underarter finns listade i Catalogue of Life.